# Bisbat de Cuauhtémoc-Madera
El bisbat de Cuauhtémoc-Madera (castellà: Diócesis de Cuauhtémoc-Madera, llatí: Dioecesis Cuauhtemocensis-Materiensis) és una seu de l'Església Catòlica a Mèxic, sufragània de l'arquebisbat de Chihuahua, i que pertany a la regió eclesiàstica Norte. Al 2013 tenia 351.538 batejats sobre una població de 404.955 habitants. Actualment està regida pel bisbe Juan Guillermo López Soto.

## Territori
La diòcesi comprèn dotze municipis de l'estat mexicà de Chihuahua: Cuauhtémoc, Riva Palacio, Cusihuiriachi, Bachíniva, Namiquipa, Guerrero, Ocampo, Moris, Matachic, Temósachi, Gómez Farías i Madera.
La seu episcopal és la ciutat de Cuauhtémoc, on es troba la catedral de Sant Antoni de Pàdua. A Madera es troba la cocatedral de Sant Pere Apòstol.
El territori s'estén sobre 37.405 km², i està dividit en 26 parròquies.

## Història
La prelatura territorial de Madera va ser erigida el 25 d'abril de 1966 mitjançant la butlla In Christi similitudinem del Papa Pau VI, prenent el territori del bisbat de l'arquebisbat de Chihuahua i de les diòcesis de bisbat de Ciudad Juárez i de Ciudad Obregón.
El 17 de novembre de 1995, en virtut de la butlla Cum praelatura del papa Joan Pau II, va ampliar-se incloent una porció de territori que pertanyia a l'arcidiocesi di Chihuahua,; i va ser elevada a diòcesi assumint el nom actual.

## Cronologia episcopal
- Justo Goizueta Gridilla, O.A.R. † (14 de gener de 1970 - 2 de febrer de 1988 jubilat)
- Renato Ascencio León (19 de juliol de 1988 - 7 d'octubre de 1994 nomenat bisbe de Ciudad Juárez)
- Juan Guillermo López Soto, des del 17 de novembre de 1995

## Estadístiques
A finals del 2013, la diòcesi tenia 351.538 batejats sobre una població de 404.955 persones, equivalent al 86,8% del total.
| any  | població | població | població | sacerdots | sacerdots       | sacerdots       | sacerdots             | diaques | religiosos | religiosos | parròquies |
| ---- | -------- | -------- | -------- | --------- | --------------- | --------------- | --------------------- | ------- | ---------- | ---------- | ---------- |
| any  | batejats | total    | %        | total     | clergat secular | clergat regular | batejats por sacerdot | diaques | homes      | dones      |            |
| 1966 | ?        | 111.344  | ?        | ?         | ?               | ?               | ?                     |         | ?          | 6          | ?          |
| 1970 | 145.000  | 150.000  | 96,7     | 20        |                 | 20              | 7.250                 |         | 21         | 20         | 12         |
| 1976 | 225.000  | 230.000  | 97,8     | 22        | 3               | 19              | 10.227                |         | 21         | 10         | 14         |
| 1980 | 184.800  | 190.000  | 97,3     | 25        | 5               | 20              | 7.392                 |         | 21         | 21         | 15         |
| 1990 | 295.000  | 305.000  | 96,7     | 27        | 12              | 15              | 10.925                |         | 15         | 32         | 16         |
| 1999 | 302.611  | 351.532  | 86,1     | 37        | 24              | 13              | 8.178                 |         | 13         | 68         | 24         |
| 2000 | 306.373  | 355.505  | 86,2     | 39        | 23              | 16              | 7.855                 |         | 20         | 78         | 24         |
| 2001 | 311.231  | 358.524  | 86,8     | 37        | 22              | 15              | 8.411                 |         | 18         | 71         | 25         |
| 2002 | 315.807  | 363.794  | 86,8     | 37        | 23              | 14              | 8.535                 |         | 17         | 71         | 25         |
| 2003 | 320.474  | 369.170  | 86,8     | 34        | 23              | 11              | 9.425                 |         | 12         | 66         | 25         |
| 2004 | 324.960  | 374.338  | 86,8     | 37        | 26              | 11              | 8.782                 |         | 12         | 68         | 25         |
| 2006 | 332.804  | 383.374  | 86,8     | 39        | 28              | 11              | 8.533                 |         | 12         | 69         | 26         |
| 2013 | 351.538  | 404.955  | 86,8     | 42        | 32              | 10              | 8.369                 |         | 11         | 56         | 26         |